# Ahmad Masud
Ahmad Masud (n.10 de julio de 1989) es un político y líder militar afgano, hijo del líder militar antisoviético Ahmad Shah Masud. Fue nombrado director ejecutivo de la Fundación Masud en noviembre de 2016. El 5 de septiembre de 2019, fue declarado sucesor de su padre en su mausoleo en el valle de Panjshir.

## Educación y primeros años
Ahmad Masud nació en 1989.
Después de terminar su educación secundaria en Irán, Masud pasó un año en un curso militar en la Real Academia Militar de Sandhurst. En 2012, comenzó una licenciatura en Estudios de Guerra en el King's College de Londres, donde obtuvo su licenciatura en 2015. Obtuvo su maestría en Política Internacional de la Universidad de la City de Londres en 2016.

## Carrera
Masud regresó a Afganistán y fue nombrado director ejecutivo de la Fundación Masud en 2016.
Desde marzo de 2019, Masud entró oficialmente en política.
Ha respaldado la idea de su padre de un modelo suizo para las relaciones internas de poder en Afganistán, diciendo que la descentralización del gobierno y la desconcentración del poder de Kabul daría una asignación más eficiente de recursos y autoridad a las provincias del país, por lo tanto trayendo prosperidad y estabilidad al país en su conjunto.
En medio de los avances militares de los talibanes en 2021, Masud reunió una coalición de milicias étnicas en el norte de Afganistán llamada Segunda Resistencia. Después de la rendición de Kabul, se unió al primer vicepresidente Amrullah Saleh para rechazar el gobierno talibán.